# Ichthyomyzon gagei
Ichthyomyzon gagei, conhecida em inglês por southern brook lamprey, um peixe da família Petromyzontidae, é uma lampreia encontrada no sul dos Estados Unidos, nas bacias dos rios Mississipi e Tennessee, bem como em regiões  adjacentes à costa do Golfo do México desde o Rio Ochlockonee, na Flórida, até à Baía de Galveston, no Texas, em região compreendida entre 37º e 31º de latitude norte. 
O Ichthyomyzon gagei vive em corredeiras de riachos e rios pequenos e é uma lampreia não parasita. Os ammocoetes (larvas da lampreia) vivem em correntezas próximas a bancos de areia e estruturas subaquáticas. Este peixe tem um comprimento médio de 12 cm e máximo de 17 cm.